# Leptotarsus (Macromastix) ohakunensis
Leptotarsus (Macromastix) ohakunensis is een tweevleugelige uit de familie langpootmuggen (Tipulidae). De soort komt voor in het Australaziatisch gebied.